# No oe e te nunaa
Le No oe e te nunaa (en tahitien, Pour toi et le peuple) est un parti politique de la Polynésie française, créé le 5 avril 2003 à Tautira.

## Historique
Après avoir conclu un pacte de Gouvernement avec l'Union pour la démocratie (UPLD) — qui a contribué à renverser le gouvernement de Gaston Flosse — à la suite du scrutin territorial de 2004, le parti qui « a pour but de rassembler les femmes et les hommes désireux de contribuer au développement durable de la Polynésie française », a soutenu la candidature de François Bayrou et se place désormais entre l'UPLD et la Plateforme autonomiste, soutenue par l'UMP. Il soutient le Mouvement démocrate créé en mai 2007.
Ce parti est un parti centriste et autonomiste.
Le parti a comme emblème le cocotier (tumu haarii ) qui représente en Polynésie l'arbre de vie, avec l'eau, l'air et la terre et pour couleurs le bleu turquoise et le vert lagon.
La présidente de son conseil exécutif est Nicole Bouteau.
Il a présenté deux candidats aux élections législatives françaises du 2 juin 2007 :
- Nicole Bouteau, circonscription Ouest, soutenue par le MoDem (3 808 voix, 7,26 %, éliminée au 1er tour) ;
- Tamatoa Doom, circonscription Est, non soutenu par le MoDem (934 voix, 2,41 %).

Le No Oe E Te Nunaa se présente également aux élections des représentants à l'Assemblée de Polynésie française de janvier 2008. Les possibilités d'alliances, notamment avec le To Tatou Ai'a (divers droite) d'un côté et l'UPLD (essentiellement composé du Tavini Huiratiraa), n'étant pas satisfaisantes aux yeux de ce jeune parti, qui a fait de la moralisation de la vie politique et de la lutte contre l'autocratie ses principes fondateurs.
Le No Oe E te Nunaa est la quatrième force politique de la Polynésie française, après l'UPLD, le Tahoeraa huiraatira, l'alliance To tatou ai'a. Il présente des listes dans trois (îles du Vent, îles Sous-le-Vent, Marquises) des six circonscriptions.
Lors du scrutin européen de juin 2009, le No Oe E te Nunaa arrive en troisième position en Polynésie française, avec près de 18 % des voix, sur une liste pour la section Pacifique (Nicole Bouteau en étant la titulaire) soutenue par le Modem rassemblant Sandrine Ugatai pour Wallis-et-Futuna, et Didier Leroux pour la Nouvelle-Calédonie.